# Potpeće (Pljevlja)
Pour les articles homonymes, voir Potpeće.
Potpeće (en serbe cyrillique : Потпеће) est un village du nord du Monténégro, dans la municipalité de Pljevlja.

## Démographie

### Évolution historique de la population
| 1948 | 1953 | 1961 | 1971 | 1981 | 1991 | 2003 |
| ---- | ---- | ---- | ---- | ---- | ---- | ---- |
| 284  | 348  | 318  | 264  | 185  | 165  | 122  |